# 奥久慈温泉郷
奥久慈温泉郷（おくくじおんせんきょう）は、茨城県久慈郡大子町の久慈川沿岸一帯に亘る温泉の総称。大子・袋田・月居・湯沢・淺川の5地域からなるとされている。

## 温泉街
- 大子温泉
- 袋田温泉
- 月居温泉

- 湯沢温泉 - 西金駅東1.5㎞にある温泉。かつては民宿などが数軒営業していたと思われるが[3]、2024年現在温泉施設は春秋のシーズンの土日に足湯施設「湯恵の湯」が営業しているのみである[4]。駅からのアクセス手段は徒歩のみで、ハイカー向けの施設となっている[5]。

- 淺川温泉 - 「浅川」とも。常陸大子駅北西2.4㎞。かつては「浅川温泉旅館」という旅館[6][注釈 1]が存在したが今はサウナ施設になっており[6]、温泉街は存在しない。駅前から地瀬行バスで「岡の内入口」下車。

## 立地
水戸駅から常陸大子駅まで水郡線で79分。